# روان‌شناسی مشاوره
روان‌شناسان در روان‌شناسی مشاوره (نام علمی: Counseling psychology)، بسیاری از کارهای روان‌شناسان بالینی را انجام می‌دهند، اما اغلب مشکلاتی را تحت درمان قرار می‌دهند که روان‌شناس‌های بالینی کمتر به آن‌ها می‌پردازند . روان‌شناس‌های مشاوره‌ای اغلب با دانش آموزان و دانش جویان کار می‌کنند.
مشاوره چیست؟
مشاوره رابطه ای است مبتنی بر اعتماد. فرایندی است که زمانی اتفاق می افتد که مراجع و مشاور یک جلسهٔ اختصاصی را برای بررسی مشکلاتی در مراجع که می‌تواند انواع استرسورها و مسائل احساسی و هیجانی باشد، با یکدیگر هماهنگ می‌کنند. در واقع کاری که مشاور می‌کند کمک به مراجع برای دیدن واضح تر و دقیق تر مسائل از جنبه‌های مختلف و از زاویه ای دیگر است. این امر می‌تواند مراجع را قادر سازد که با هدف تسهیل تغییرات مثبت متوجه و متمرکز بر احساسات، تجربه‌ها و رفتارهایش بشود.احساس امنیت و اعتماد از پارامترهای اصلی یک مشاورهٔ موفق است. مشاوران حرفه‌ای معمولاً دربارهٔ وظیفه شان برای حفظ محرمانگی محتوای جلسات به مراجع توضیح می‌دهند اگر چه که در موارد بسیار خاص، به‌طور مثال زمانی که بحث‌های قانونی برای نجات جان فردی در میان است موظف هستند که رازداری را نقض کنند
مهم است بدانیم که مشاورهٔ حرفه‌ای توسط روانشناس و مشاور :
نصیحت کردن نیست.
قضاوت کردن نیست.
تمام مشکلات مراجع را حل کردن نیست.
تشویق کردن مراجع به رفتار کردن به همان شیوه ای که مشاور خودش در زندگی و در مواجهه با مسائل پیش می‌گیرد نیست.
درگیر شدن احساسی با مراجع نیست.
نگاه کردن به مسائل مراجع براساس ارزش‌ها و باورهای شخصی مشاور نیست.
درمان و مشاوره روانشناس از طریق دارودرمانی نیست. بلکه با صحبت کردن با فرد و گوش دادن به صحبت‌های وی و ارائه راه حل‌ها و پیشنهادها لازم برای بهبود صورت می‌گیرد. درمان‌های مشاور روانشناسی ممکن است با چند جلسه صحبت و گفتگو حل شود. اما در این راه باید خود فرد تحت درمان نیز همکاری لازم را با مشاور خود داشته باشد. در صورتی که مشاور برای حل مشکلات راه حل‌هایی را ارائه بدهد و فرد آن‌ها را اجرا نکند همکاری دو طرفه صورت نگرفته و هیچ درمانی انجام نمی‌شود.
انواع مشاوره:
هر مشاور به صورت تخصصی در برخی زمینه‌ها مشاوره ارائه می‌دهد از جمله مشاوره تحصیلی و انتخاب رشته، مشاوره زوج و خانواده، مشاوره طب جنسی و دیگر حوزه ها.
مشاوره گروهی :
مشاوره گروهی (Group counseling) شکلی از مشاوره است که در آن، گروه کوچکی از افراد با مشکلات مشابه به‌صورت منظم برای گفت‌وگو، ارتباط برقرار کردن، کشف و حل مشکلاتشان به دورهم جمع می‌شوند و با یکدیگر و رهبر گروه صحبت کرده و سعی می‌کنند نگرش‌ خود را تعدیل کنند تا با مشکلات زندگی به‌صورت بهتر و کارآمدتری برخورد نمایند. مشاوره گروهی شکل های متفاوتی دارد که با توجه به مقاصد به کار رفته در آن، قوانین مختلفی دارد. با این حال، معمولا در مشاوره گروهی تعداد اعضای شرکت کننده در آن بین رای ۵ تا ۱۰  نفر است.

## پی‌نوشت و منبع
1. ↑  گنجی، مهدی.  حمزه گنجی، ویراستار. زمینه روان‌شناسی اتکینسون و هیلگارد. شابک ۹۷۸-۹۶۴-۷۶۰۹-۶۴-۷. بیش از یک پارامتر |نویسنده= و |نام خانوادگی= داده‌شده است (کمک)
2. 1 2  «مشاوره چیست؟». https://www.skillsyouneed.com/learn/counselling.html. پیوند خارجی در |ناشر= وجود دارد (کمک)
3. ↑  «مشاوره گروهی روانشناسی چیست ؟». ۲ شهریور ۱۳۹۸. بایگانی‌شده از اصلی در ۱۳ اوت ۲۰۱۹. دریافت‌شده در ۱۸ سپتامبر ۲۰۱۹.